# カーメル・ムーア
カーメル・ムーア（Carmel Moore、1985年6月19日 - ）は、イギリスのポルノ女優。イースト・サセックスイーストボーン出身。

## 出演作品
- 蜘蛛女の誘惑